# وولستاستون
وولستاستون (به انگلیسی: Woolstaston) یک روستا و محله مدنی در بریتانیا است که در Shropshire واقع شده‌است.